# Very Bad Things
Very Bad Things és una pel·lícula estatunidenca escrit i dirigida per Peter Berg, estrenada el 1998. Ha estat doblada al català.

## Argument
Laura i Kyle són promesos i en plena preparació d'un matrimoni que ha de ser perfecte als ulls de Laura. Kyle i els seus amics, Robert Boyd, Michael i Adam Berkow, i Charles Moore, fan una volta per Las Vegas per enterrar la seva vida de nois, amb alcohol, droga i prostituta. Però Michael mata accidentalment la prostituta i quan el guàrdia de seguretat de l'hotel, alertat pel soroll, descobreix el cos, Boyd el mata també. Boyd dirigeix llavors les operacions i aconsegueix convèncer els altres d'enterrar els dos cossos al desert. El pla es desenvolupa perfectament però, poc després, Adam és a punt de trencar-se i anar a confessar-ho tot a la policia. En l'assaig del matrimoni, Adam i Michael tenen una violenta confrontació que acaba amb la mort accidental d'Adam. Però, abans de morir a l'hospital, Adam murmura alguna cosa a l'orella de Lois, la seva dona.
Lois reuneix els amics del seu marit amb la finalitat que li expliquin el que va passat a Las Vegas i Kyle inventa una història segons la qual Adam se n'hauria anat al llit amb una prostituta. Però Boyd, amb la sospita que Lois no l'hagi cregut, decideix també eliminar-la. Després d'una violenta lluita, la mata i fa venir Michael dient-li que vol veure'l. Boyd el mata i posa en marxa un guió segons el qual Michael ha matat Adam perquè estava enamorat de Lois i ha matat aquesta abans de suïcidar-se quan l'ha rebutjat. Kyle i Laura reben la custòdia dels dos fills insuportables d'Adam i Lois així com una herència ridícula. Kyle confessa a Laura tot el que ha passat però Laura li diu que guardi silenci i insisteix perquè el matrimoni tingui lloc com estava previst.

## Repartiment
- Jon Favreau: Kyle Fisher
- Christian Slater: Robert Boyd
- Cameron Diaz: Laura Garrety
- Daniel Stern: Adam Berkow
- Jeremy Piven: Michael Berkow
- Leland Orser: Charles Moore
- Jeanne Tripplehorn: Lois Berkow
- Kobe Tai: Tina, la prostituta de Las Vegas

## Rebuda
- Premis 1998: Festival de Sant Sebastià: Secció oficial
- El film ha informat aproximadament 21 milions de dòlars al box-office mundial, dels quals 9,8 als Estats Units.[3]
- Recull només un 44 % de crítiques positives, amb un resultat mig de 5,6/10 i sobre 50 crítiques recollides, en el lloc Rotten Tomatoes.[4]
- Crítica 
  - "Sorprenent comèdia que crearà addictes. Brutal"[5]
  - El tipus de film que agradarà a molts i irritarà una gran majoria[6] ».
  - Le Figaroscope evoca un film ple d'humor negre i de ritme amb diàlegs contundents »
  - Télérama un film de diàlegs percutors ni plausibles, ni francament delirants ».[7]